# 울주 (중국)
울주(蔚州)는 남북조 시대 북주에서 설치한 이래 국민정부 시절까지 존재했던 중국의 옛 행정 구역이다. 현재의 허베이성 장자커우 시와 산시성 다퉁시의 접경 지역에 소재하고 있었다.

## 당[1]
623(무덕 6년)에 수나라 안문군이 있던 지역에 울주를 설치했다. 초기엔 양곡현에 치소를 두고 영구현과 비호현(飛狐縣)을 속현으로 두었다. 624년(무덕 7년), 대주(代州) 번치현에 치소를 두었다가 다음 해인 625년에 흔주(忻州) 수용현(秀容)의 북쪽에 있는 항주성(恆州城)에 치소를 두었다. 633년(정관 5년) 지금의 장자커우 시 위 현에 치소를 두게 되었다.
742년(천보 원년)에 안변군(安邊郡)으로 개명했다. 757년(지덕 2년) 9월에 흥당군(興唐郡)으로 이름을 바꿨다. 758년(건원 원년), 울주로 고쳤다. 본래 2개의 속현을 두었다가 천보 연간에 속현을 추가했다. 초기에 942호 3,748명의 주민들이 살았으나 천보 연간에 5,052호 20,958명으로 인구가 늘어났다. 경사로부터 북동쪽으로 1,810리 거리에 있고, 동도에서 640리 거리에 있었다.
| 현명   | 한자   | 대략적 위치           | 비고 |
| ------ | ------ | --------------------- | --- |
| 영구현 | 靈丘縣 | 다퉁시 링추현         | 당대에 치소가 있었다. 수나라 말에 도적들에게 점령당했다. 당나라 초기엔 양곡현에 치소를 두었다. 633년 지금의 위치에 치소를 두었다. |
| 비호현 | 飛狐縣 | 바오딩 시 라이위안 현 | 수나라 말에 도적들에게 점령당하여 623년 역주 수성현에다가 치소를 두는 형태로 북치되었다가 633년에 지금의 치소로 옮겼다.           |
| 흥당현 | 興唐縣 | 장자커우 시 위 현     | 수나라 안변현(安邊縣)이 있던 곳이다. 757년에 흥당현으로 개명했다.                                                                 |

## 요[2]
상급 절도주였다. 군명은 충순군(忠順軍)이라고 칭했다. 후에 무안군(武安軍)으로 군명을 바꿨다. 석경당이 할양한 연운 16주 가운데 하나였다. 당나라 말에 주사집의(朱邪執宜)가 자사로 있었는데, 그에게 공이 있어 조정이 이국창(李國昌)이란 이름을 하사했다. 그의 아들 이극용이 울주 자사직을 요구했으나 당 희종이 이를 거부했다. 광명 초에 이국창이 울주를 격파하는데 성공했으나 대북(代北) 지역의 방비를 허술하게 한 결과 얼마 후 침략한 야율아보기의 공격에 패하고 말았다. 거란이 공격하면서 이지역 주민들을 포로로 잡아 강제이주시켰다.
986년 송나라에 들어갔으나 주자사가 거란에게 항복하면서 다시 거란의 영역으로 들어갔다. 처음엔 봉성주에 소속되었으나 이후에 관찰주로 독립했다. 충순군 절도를 복구했다. 서경도부서사가 주의 군정을 맡았다. 5개 현을 두었다.
| 현명   | 한자   | 대략적 위치                         | 비고 |
| ------ | ------ | ----------------------------------- | --- |
| 영선현 | 靈仙縣 | 장자커우 시 위 현                   | 주의 치소가 있던 곳으로 후진이 당나라 흥당현을 지금의 이름으로 고쳤다. |
| 정안현 | 定安縣 | 장자커우 시 위현 정안현촌(定安縣村) | 이극용이 유인공(劉仁恭)을 정벌하고 취했다. 거란에서 정안현을 설치했다. 서북으로 울주까지 60리 거리에 있다. 10,000호가 살았다.                                                               |
| 비호현 | 飛狐縣 | 변화 없음                           | 서북으로 울주까지 140리 거리이다. 5,000호가 살았다. |
| 영구현 | 靈丘縣 | 변화 없음                           | 동북으로 울주까지 180리 거리이다. 3,000호가 살았다. |
| 광릉현 | 廣陵縣 | 다퉁 시 광링현                      | 한나라 연릉현(延陵縣)이 있던 곳으로 수당 시기엔 진주(鎭州)에 속했다. 후당이 흥당현에서 분리신설했다. 동남으로 울주까지 40리 거리이다. 3,000호가 살았다. 광영현(廣靈縣)이라고 부르기도 한다. |

## 금[3]
서경로에 속했다. 하급주로 충순군 절도사를 두었다. 금대에는 56,674호가 살았다. 요대의 속현을 그대로 두었다. 광릉현을 광영현(廣靈縣)으로 개명했다.
| 현명   | 한자   | 비고                                                                                 |
| ------ | ------ | ------------------------------------------------------------------------------------ |
| 영선현 | 靈仙縣 | 북쪽에 상건하, 대나라 왕의 고성, 박가촌(薄家村)이 있다.                              |
| 광영현 | 廣靈縣 |                                                                                      |
| 영구현 | 靈丘縣 | 1214년(금 선종 정우 2년) 성주(成州)로 분리되었다가 2년만에 대주(代州)의 군이 되었다. |
| 정안현 | 定安縣 | 상건하가 있다. 1214년 정안주(定安州)로 승격되었다.                                   |
| 비호현 | 飛狐縣 |                                                                                      |

## 원[4]
상도로에 속했으며 하급주였다. 1265년(지원 2년), 울주를 폐하고 영선현을 세우고 홍주에 소속시켰다가 그바로 그해에 울주를 복구했다. 선덕부(宣德府)에 속했다. 요, 금에서 속현은 그대로였다. 1308년(지대 원년)에 울창부(蔚昌府)로 개명하여 상도로에 직할로 두었다.

## 명[5]
1369년(홍무 2년) 울주를 설치하고 이전부터 주의 치소가 있었던 영선현을 울주에 통폐합했다. 그리고 홍무초에 정안현을 폐지했다. 동쪽에 구궁산(九宮山), 설산(雪山), 동남쪽 약간에 소오대산(小五臺山)이 있다. 북쪽에 상건구가 있는데, 동으로 들어가 북쪽 직례성 보안주 경계로 간다. 또한 북쪽에 호류수(壺流數)는 호노수(胡盧數)라고도 한다. 서남쪽에 자수(滋水)가 흘러들어오고 하류는 진정부 경계로 들어간다. 3현을 두었다.
| 현명   | 한자   | 대략적 위치 | 비고 |
| ------ | ------ | ----------- | --- |
| 광릉현 | 廣陵縣 | 변화 없음   | 주 서쪽, 주 약간 북쪽에 있다. 현 북쪽에 구층산(九層山)이 있다. 현 동남쪽에 풍수가 있는데, 호노하(葫蘆河)의 상원지이다. 또한 현 서남쪽에 자수가 있고 북쪽에 평령관순검사(平嶺關巡檢司)가 있다. 후에 현 서남쪽에 있는 임관구(林關口)로 옮겼다. |
| 광창현 | 廣昌縣 | 변화 없음   | 비호현을 홍무초에 지금의 이름으로 바꿨다. 현 동남쪽에 백석산(白石山)이 있다. 현 동쪽에 조과애(雕窠崖)가 있는데, 옛날 은광석이 나오던 곳이었다. 현 북쪽에 상건하가 있다. 현 남쪽엔 당하(唐河)가 있는데, 구수(滱水)라고 불린다. 또한 현 동쪽에 내수(淶水)가 있는데, 북쪽 애고탑(崖古塔)에서 발원하여 현 남쪽의 거마하와 합해진다. 그리고 동쪽으로 들어가 내수현 경계로 들어간다. 현 동북쪽에 자현관(紫荊關)이 있는데, 북직례 역주의 경계에 접하고 있다. 도마관(倒馬關)이 현 남쪽에 있는데, 이는 진정주와 접한다. 또한 비호관이 현 북쪽에 있는데, 이를 흑석령보(黑石嶺堡)라고도 한다. |
| 영구현 | 靈丘縣 | 변화 없음   | 울주의 서남쪽에 있다. 현 동남쪽에 액문산(隘門山)이 있다. 현 서북쪽에 추봉령(槍峯嶺)이 있는데, 이를 고시산(高是山)이라고도 한다. 구이수(嘔夷水)가 나온다. 또한 자수의 발원지인 매회령(枚回嶺)이 있다. |

## 청[6]
속현을 두지 않았다. 선화부에 소속되었으며 부 서남쪽 240리 거리에 있었다. 1728년(옹정 6년)에 대동부에서 이관되었다. 위를 두었는데 1757년(건륭 22년)에 통폐합되었다.

## 중화민국
중화민국에서 주(州)로 끝나는 행정 구역들을 모두 현으로 격하하면서 울현(蔚縣)으로 격하되었다. 북양정부 시기 즈리 성에 세워진 4도 가운데 구북도(口北道)에 속했다가 1928년(민국 17년)에 신설된 차하얼 성으로 이관되었다. 국민정부에서 제4행정독찰구에 소속시켰다.